# Fibra de basalt
Les fibres de basalt són un material a partir de fibres extremadament fines de basalt, que es compon dels minerals plagioclasa, piroxè, i olivina. És similar a la fibra de carboni i la fibra de vidre, que té millors propietats físico-mecàniques que la fibra de vidre, però en ser significativament més barat que la fibra de carboni. S'utilitza com un teixit a prova de foc en les indústries aeroespacials i d'automoció i també es pot utilitzar com un compost per produir productes com ara trípodes de càmera.

## Fabricació
La fibra de basalt està feta d'un sol material, basalt triturat, a partir d'una font de pedrera acuradament escollida i a diferència d'altres materials com ara la fibra de vidre, essencialment no s'afegeixen materials. Simplement, el basalt és rentat i després es fon.
La fabricació de fibra de basalt requereix la fusió de la roca de basalt de la pedrera aproximadament d'uns 1400 °C. La roca fosa s'extrudeix a continuació a través de petits filtres per produir filaments continus de fibra de basalt. N'hi ha tres tècniques principals de fabricació, que són centrífuga-bufat, centrífuga-multirotlle i morir-bufat. Les fibres tenen un diàmetre de filament d'entre 9 i 13 µm que és prou lluny per sobre del límit respiratori de 5 micres per fer la fibra de basalt un substitut adequat per l'amiant. També tenen un alt mòdul d'elasticitat, el que resulta en excel·lents específiques.

## Propietats
| Propietat                | Valor     |
| ------------------------ | --------- |
| Resistència a la tracció | 4,84 GPa  |
| Mòdul d'elasticitat      | 89 GPa    |
| Allargament de ruptura   | 3,15%     |
| Densitat                 | 2,7 g/cm³ |

## Història
Els primers intents de produir la fibra de basalt van ser fets als Estats Units el 1923. Van ser desenvolupats després de la Segona Guerra Mundial pels investigadors dels EUA, Europa i la Unió Soviètica, especialment per a aplicacions militars i aeroespacials i. Des de la desclassificació el 1995 fibres de basalt s'han utilitzat en una àmplia gamma d'aplicacions civils.

## Usos
- Protecció contra la calor
- Materials de fricció
- Gots d'alta pressió (per exemple, tancs i cilindres de gas)
- Perfils de suport de càrrega
- Aspes de Molí
- Pals de la llum
- Cascos de vaixells
- Carrosseries
- Equipament esportiu
- Remodelació i reforç (per exemple, per ponts i edificis)
- Cons d'altaveu